# Bataille de Lützen (1813)
Cet article concerne la bataille des guerres napoléoniennes. Pour la bataille de la guerre de Trente Ans, voir bataille de Lützen (1632).
Sixième Coalition
Batailles
Campagne de Russie (1812)
- Liste des batailles
- Mir
- Moguilev
- Ostrovno
- Vitebsk
- Kliastitsy
- Smolensk
- 1re Polotsk
- Valoutina Gora
- Moskova
- Moscou
- Winkowo
- 2e Polotsk
- Maloïaroslavets
- Gorodnia
- Czaśniki
- Viazma
- Smoliani
- Krasnoï
- Bérézina

Campagne d'Allemagne (1813)
- Dantzig
- Lunebourg
- Möckern
- Lützen
- Bautzen
- Reichenbach
- Haynau
- Luckau
- Hoyerswerda
- Lauenbourg
- Goldberg
- Gross Beeren
- Katzbach
- Dresde
- Kulm
- Dennewitz
- Peterswalde
- Liebertwolkwitz
- Leipzig
- Hanau
- Sehested
- Torgau
- Hambourg

Campagne de France (1814)
- Sainte-Croix-en-Plaine
- Besançon
- Mayence
- Metz
- Saint-Avold
- 1re Saint-Dizier
- Brienne
- La Rothière
- Campagne des Six-Jours (Champaubert
- Montmirail
- Château-Thierry
- Vauchamps)
- Mormant
- Montereau
- Bar-sur-Aube
- Saint-Julien
- Laubressel
- Berry-au-Bac
- Craonne
- Coutures
- Laon
- Soissons
- Mâcon
- Reims
- Saint-Georges-de-Reneins
- Limonest
- Arcis-sur-Aube
- Fère-Champenoise
- 2e Saint-Dizier
- Meaux
- Claye
- Villeparisis
- Paris

- Feistritz
- Caldiero (en)
- Trieste
- Mincio

- Hoogstraten (de)
- Anvers
- Berg-op-Zoom
- Courtrai

La bataille de Lützen, aussi appelée par les historiens allemands bataille de Großgörschen, a lieu le 2 mai 1813, lors du retour de l’armée napoléonienne après le désastre de la campagne de Russie. Wittgenstein attaque une colonne avancée de Napoléon près de Lützen, afin de reprendre la ville de Leipzig. Après une journée de combats intenses, les forces prussiennes et russes battent en retraite. L’absence de cavalerie empêche les Français de les poursuivre.

## Contexte
Après le désastre de l'invasion française de la Russie en 1812, les puissances européennes ont vu leur chance de se débarrasser de Napoléon. Après que la Prusse se soit déclarée neutre à la suite du retrait de Napoléon de Russie, elle a secrètement signé un traité d'alliance avec la Russie le 27 février. Le 6 mars, Berlin dissout officiellement l'alliance avec Napoléon et, un jour plus tard, Frédéric-Guillaume III déclare la guerre à la France.
Tout au long des mois de mars et d'avril 1813, les troupes françaises en Allemagne, sous les ordres du maréchal Eugène de Beauharnais, se livrent à une série d'escarmouches et de retraites pour tenter de se regrouper et de consolider leurs positions. Les forces coalisées, dirigées par les généraux russe Wittgenstein et prussien Blücher, cherchent à exploiter la désorganisation des Français et à les chasser de la Saxe, région stratégiquement vitale qui sert de porte d'entrée à l'Europe centrale. Pendant ce temps, Napoléon, conscient de la fragilité de ses forces en Allemagne, travaille fébrilement à la reconstruction de son armée. En France, il met en place la conscription de masse, levant une nouvelle armée d'environ 200 000 hommes, bien que les recrues soient en grande partie inexpérimentées et n'aient pas la discipline aguerrie des vétérans perdus en Russie. À la fin du mois de mars, ces renforts commencent à arriver en Allemagne pour soutenir les restes des forces françaises, qui subissent la pression de l'avancée des armées de la coalition.

## Prélude
Napoléon ayant enfin terminé ses préparatifs, quitta Mayence le 26 avril, et visitant successivement Wurzbourg et Fulda, se rendit à Weimar, où le maréchal Ney l'avait précédé avec ses jeunes et vaillantes divisions. Son plan était de repasser l'Elbe et de marcher sur Berlin pour rejeter les Alliés entre l'Elbe et la Saale, et d'établir le siège de la guerre entre l'Elbe et l'Oder, en se plaçant sous la protection des forteresses de Torgau, de Wittenberg, de Magdebourg et de Hambourg ; si les circonstances le permettaient, il relèverait ensuite les forteresses assiégées sur la Vistule, Dantzig, Thorn et Modlin. Dans ce but, il avait envoyé le maréchal Ney occuper les passages de la Saale avant que l'ennemi n'ait eu le temps de s'en emparer, mais il ne lui avait ordonné que de garder la Saale et de ne pas la traverser. Il avait également ordonné au général Bertrand, suivi à courte distance par le maréchal Oudinot, de le rejoindre à Saalfeld. En même temps, il ordonna au prince Eugène d'avancer en masse dans la direction de Dessau, à peu de distance du confluent de la Saale et de l'Elbe, et de remonter le cours de la Saale jusqu'à Weissenfels.
Le 30 avril, Napoléon franchit la Saale et se dirige vers Weissenfels. Il n'a cependant pas achevé la concentration de son armée, car le XIIe corps et la division Wurtemberg sont encore à deux jours de marche, et il ne peut donc rassembler que 145 000 hommes. Après avoir établi sa liaison avec le prince Eugène sur la basse Saale, il entend déployer ses forces en masse dans les plaines de Lützen, marcher vers Leipzig, y franchir le fleuve, puis exécuter une manœuvre stratégique. Son aile gauche avance et écrase les alliés dans les montagnes de Bohême, mais faute de cavaliers et d'une mauvaise reconnaissance, il ignore l'existence de l'armée russo-prussienne de Wittgenstein et du Graf (comte) von Blücher. Il les croit dispersés de Dessau à Zwickau, leur corps principal se trouvant aux environs d'Altenburg.
À partir de la mi-avril, l'armée alliée est confrontée à une incertitude croissante quant aux mouvements français. Bien que les généraux de première ligne soupçonnent une activité française dès la mi-mars, les conseillers du tsar estiment qu'aucune action d'envergure ne se produira avant le mois de juin. Les généraux Blücher et Wittgenstein, peu convaincus par cette prudence, font avancer prudemment les forces alliées vers l'ouest, en direction de la rivière Saale. S'attendant à être dépassés en nombre par les forces napoléoniennes, ils débattent de deux stratégies possibles : battre en retraite derrière l'Elbe ou concentrer leurs forces pour attaquer l'armée napoléonienne lorsqu'elle traversera la Saale. La retraite est jugée peu judicieuse, car les Français contrôlent déjà les têtes de pont de l'Elbe à Magdebourg et à Wittenberg, et un tel mouvement risque d'entamer le moral des Alliés. Au lieu de cela, les Alliés ont choisi une option plus audacieuse, s'appuyant sur la supériorité de leur cavalerie et sur l'habileté des vétérans russes pour contrer les conscrits moins expérimentés de Napoléon.
Cette approche est approuvée par les dirigeants alliés et, entre le 19 et le 24 avril, des renforts russes, dont le corps de Miloradovitch et la Garde russe, se rendent sur le front près de Dresde, accompagnés par le tsar et le roi de Prusse. Le maréchal Koutouzov étant gravement malade, le tsar nomme Wittgenstein commandant en chef, une décision soutenue par les Prussiens. Au même moment, des rapports font état d'affrontements avec les forces françaises à Merseburg, Halle et Weissenfels, signalant l'avancée de Napoléon. Les Alliés concentrent rapidement leurs forces - 48 000 fantassins, 25 000 cavaliers et plus de 500 canons - entre Leipzig et Altenburg, se préparant à frapper le flanc droit de Napoléon près de Lützen s'il continue à traverser la Saale.
Napoléon planifie une avancée stratégique de Weissenfels à Lützen, suivie d'une marche vers Leipzig en formation compacte, dans le but ultime de franchir la Lister. Conscient que son armée ne peut avancer simultanément sur une seule route, il divise ses forces en plusieurs colonnes afin d'assurer la coordination et le soutien des flancs. Le maréchal Ney, avec la Garde impériale et le maréchal Marmont, reçoit l'ordre de prendre la route principale de Lützen à Leipzig. Pour sécuriser le flanc droit, le général Bertram et le maréchal Oudinot reçoivent l'ordre de se déplacer de Naumburg vers Stössen. Pendant ce temps, le prince Eugène reçoit l'ordre de conduire ses forces de Merseburg le long de la route de Mackranstädt jusqu'à Leipzig, assurant ainsi la couverture du flanc gauche. Cette approche sur plusieurs fronts vise à assurer un mouvement sûr et coordonné des forces de Napoléon vers leurs objectifs.
Au soir du 1er mai, les Français ont atteint les positions suivantes : le IIIe corps du maréchal Ney, qui doit tenir le flanc droit autour de Lützen pour soutenir les forces en marche vers Leipzig, est pris par surprise. Le IIIe corps est composé de cinq divisions d'infanterie et d'une brigade de cavalerie. Trois de ces divisions sont situées autour de Lützen, une division dans les quatre villages au sud-est (Kaja, Kleingörschen, Großgörschen et Rahna) et une division à un kilomètre à l'ouest de ceux-ci, à Starsiedel. Le VIe corps français du maréchal Marmont se trouve à Rippach à l'ouest, le IVe corps de Bertrand est au sud de Weißenfels où se trouve également la Garde impériale. Le XIe corps de Macdonald et le Ier corps de cavalerie se trouvent au nord de Lützen.
Au quartier général allié, Wittgenstein suppose que les corps de Napoléon sont répartis en une longue colonne marchant de Weissenfels à Leipzig en passant par Lützen, et que son flanc droit n'est gardé que par un faible détachement à Kaja. Le plan de Wittgenstein consistait à attaquer par surprise cette longue colonne sur son flanc droit, à détruire le détachement de Kaja, à avancer de là sur Lützen, à rompre la ligne de Napoléon et à repousser tous ceux qui avaient passé Lützen vers le nord de leur ligne d'opérations jusqu'aux marais de l'Elster en aval de Leipzig.

Les ordres de Wittgenstein pour le 2 mai sont les suivants :
Blücher devait atteindre l'Elster à 5 heures en deux colonnes, la droite à Storkwitz, à l'est de Werben, la gauche à Karsdorf, juste au nord de Pegau. À 6 heures, sa colonne de droite doit traverser le Flossgraben, près de Werben, sa colonne de gauche l'ayant déjà traversé une demi-heure plus tôt. Yorck et Berg doivent suivre respectivement les colonnes gauche et droite de Blücher. Winzingerode devait laisser trois bataillons et une compagnie d'artillerie légère pour garder le défilé de Zwenkau et surveiller l'Elster entre cet endroit et Leipzig. Le reste de son corps devait couvrir la droite de Blücher. La garde russe devait être à 7 heures à Pegau et à Storkwitz, comme réserve, et tenir les défilés de Stontzsch, de Karsdorf et de Storkwitz.
Après avoir franchi le Flossgraben, Blücher devait se diriger vers la gauche en première ligne, cherchant, dès que possible, à gagner par sa gauche l'insignifiant ruisseau Grüna qui coule de Gross Grimma à Dehlitz, et envoyant de la cavalerie et de l'artillerie pour tenir les hauteurs au-delà du ruisseau. Sa droite devait être refusée sur le Flossgraben, et une avance devait être faite avec la gauche en tête, entre le ruisseau Rippach et le Flossgraben. La deuxième ligne devait suivre la première. Kleist, à Lindenau et à Leipzig, ne devait agir que lorsqu'il entendrait le corps principal de l'armée engagé loin sur sa gauche. S'il se trouvait attaqué par des forces très supérieures, il se retirerait par Leipzig sur Wurzen. Miloradowich devait avancer vers Zeitz. En cas d'attaque en force de l'ennemi à partir de Weissenfels sur la gauche de Blücher, la Garde russe se déplacerait à gauche à partir de Stontzsch, et attaquerait la droite française. Le but de toutes les manœuvres est d'atteindre le flanc droit de l'ennemi.

## Bataille
L'attaque prussienne démarre tardivement, Blücher prenant la tête de son corps vers 11h30. En approchant de Großgörschen, il ne s'attendait qu'à quelques milliers de Français au lieu de la division complète qu'il a trouvée. Blücher interrompt l'attaque, fait appel à son artillerie et lance un bombardement d'artillerie. Ce retard donne au général Souham le temps d'occuper GroßGörschen pendant que le général Girad rassemble ses hommes autour du village de Starsiedl, en attendant l'arrivée de Marmont. À midi, le général Souham s'empare de Groß Görschen, tandis que le général Girard rassemble ses forces autour de Starsiedl, en attendant l'arrivée de Marmont. L'engagement général commence peu après. Girard réussit à maintenir sa position, mais Souham est contraint de battre en retraite sous un feu nourri d'artillerie. C'est à ce moment critique qu'arrive le maréchal Ney, couvert de poussière. Son arrivée permet à Girard de lui laisser la défense de Starsiedel et de marcher au secours de Souham.
Napoléon est surpris par l'intensité des tirs de canons provenant de la direction de Lützen. Arrivé à Markranstädt avec le Vème corps de Lauriston, il prend connaissance des événements qui se déroulent sur son flanc droit. Après avoir écouté attentivement la bataille au loin, il donne des ordres décisifs : le IIIe Corps doit tenir bon à tout prix tandis que Marmont se déplace pour soutenir sa droite et que Bertrand menace la gauche russe. Simultanément, Macdonald doit rediriger son XIe corps vers le sud depuis la route de Leipzig pour attaquer la droite russe. Lauriston, laissant une division pour s'occuper du général Kleist (qui évacue Leipzig à 13h00), doit contremarcher ses forces restantes vers Markranstädt. La Garde impériale reçoit l'ordre de se rendre immédiatement dans la région de Kaja.
Napoléon arrive sur le champ de bataille à 14h30 et constate que la situation est critique. Le corps de Ney, épuisé et ébranlé, est au bord de l'effondrement. Bertrand a stoppé sa progression contre la gauche de Blücher en découvrant Miloradovitch qui avance vers Zeitz. Marmont, quant à lui, subit une forte pression de la part des Alliés. Le moment était venu d'intervenir directement, et Napoléon s'est montré à la hauteur de la situation. Chevauchant parmi les conscrits désordonnés, il rallie personnellement ses troupes, les exhortant à se remettre en formation et les menant à plusieurs reprises dans des charges contre l'ennemi. Sa présence revitalise l'armée, lui insuffle confiance et détermination. Marmont écrira plus tard : "C'est probablement le jour, de toute sa carrière, où Napoléon a couru le plus grand danger personnel sur le champ de bataille. Il s'exposa constamment en ramenant à la charge les hommes vaincus du IIIe corps". Malgré ces efforts, la situation reste désastreuse. Les forces de Ney et de Marmont sont en mauvais état et les appels urgents à des renforts affluent de toutes parts. Bien que la Garde arrive à Kaja peu après Napoléon, celui-ci refuse de l'engager prématurément, déclarant : « La bataille tourne autour de Kaja. » Les combats sur la crête vont et viennent, mais le retard pris permet à Bertrand et Macdonald de se rapprocher des flancs de l'armée de Wittgenstein.
Une série de malheurs et d'erreurs entravent les Alliés. Blücher est blessé et le commandement passe au général Yorck, un chef moins inspirant. Les réserves russes tardent à arriver et Wittgenstein hésite à engager le corps de Yorck sans leur soutien. Le tsar Alexandre, croyant à tort que la bataille progressait favorablement, retint les gardes et les grenadiers de Tormasov, dans l'intention de les diriger personnellement lors d'un assaut final décisif. Ce retard rend Wittgenstein de plus en plus vulnérable, mais il se sent trop engagé pour se retirer. À 16 heures, les réserves russes arrivent enfin et Yorck lance un nouvel assaut. Les Prussiens avancent près de Kaja, mais une contre-attaque de la Jeune Garde, soutenue par le IIIe Corps, rétablit la ligne française. La lutte pour les villages et la crête reprend de plus belle.
À 17 h 30, les manœuvres de débordement de Napoléon sont presque terminées. Macdonald s'empare d'Eisdorf sur la gauche de Ney, tandis que Bertrand rejoint la droite de Marmont. Bien que les Alliés aient regagné deux villages au centre, les forces de Napoléon sont maintenant concentrées, ce qui leur donne un avantage numérique significatif. À 18 heures, Napoléon lance une grande attaque. Le général Drouot déploie 70 canons au sud-ouest de Kaja, les avançant presque à bout portant. La Jeune Garde se forme en quatre colonnes d'assaut de quatre bataillons chacune, soutenue par la Vieille Garde, la Cavalerie de la Garde et les restes du IIIe Corps. Marmont et Bertrand attaquent par la droite, tandis que Macdonald avance par la gauche. L'ordre est donné : « La Garde au feu ». Au cours d'une série d'assauts écrasants, les villages de Rahna, Klein Görschen et Gross Görschen sont repris. La ligne alliée commence à s'effondrer dans la confusion. Napoléon n'a plus besoin que de deux heures de clarté pour s'assurer une victoire décisive. Cependant, la nuit ne tarde pas à tomber, mettant fin à la bataille de manière peu concluante.
Napoléon a perdu 19 655 hommes, dont 2 757 tués et 16 898 blessés, y compris l'un de ses maréchaux, tandis que les Prussiens ont perdu au moins 8 500 hommes tués ou blessés et les Russes 3 500 hommes tués, blessés ou disparus, bien que les pertes aient pu être beaucoup plus élevées,. À la tombée de la nuit, le tsar et Wittgenstein n'étaient guère convaincus d'avoir perdu la bataille. Ils battent cependant en retraite après avoir appris la chute de Leipzig, laissant Napoléon maître de Lützen et du terrain.

## Conséquences
Napoléon fait preuve de ses prouesses habituelles en repoussant les forces russo-prussiennes à Lützen, mais le coût de sa victoire a un impact majeur sur la guerre. Lützen est suivie par la bataille de Bautzen dix-huit jours plus tard, où Napoléon est à nouveau victorieux, mais avec la perte de 22 000 hommes supplémentaires, soit deux fois plus que l'armée russo-prussienne. La férocité de ces deux batailles incite Napoléon à accepter un armistice temporaire le 4 juin avec le tsar Alexandre et le roi Frédéric-Guillaume III. Cet accord offre aux alliés un répit pour organiser et rééquiper leurs armées et, peut-être plus important encore, encourage la Grande-Bretagne à fournir à la Russie et à la Prusse des subventions de guerre d'un montant total de sept millions de livres La sécurité financière offerte par cet accord est un atout majeur pour l'effort de guerre contre Napoléon. Un autre résultat important de la bataille est qu'elle encourage l'Autriche à rejoindre la coalition alliée à l'expiration de l'armistice, faisant basculer l'équilibre des forces en faveur de la coalition. En raison de ces développements, Napoléon considère plus tard la trêve du 4 juin, achetée à Lützen et à Bautzen, comme la perte de son pouvoir en Allemagne.

## références
1. ↑  Pigeard 2004, p. 503.
2. ↑  Smith 1998, p. 419.
3. 1 2  Tulard 1999, p. 229.
4. ↑  Castelot 1971, p. 454–455.
5. ↑  Petre 1912, p. 11–16, 55.
6. ↑  Chandler 1966, p. 875–878.
7. ↑  Thiers 1894, p. 434.
8. 1 2  Petre 1912, p. 61–62.
9. ↑  Thiers 1894, p. 437.
10. ↑  Chandler 1966, p. 879–880.
11. ↑  Thiers 1894, p. 439.
12. ↑  Petre 1912, p. 63.
13. 1 2 3  Petre 1912, p. 66–67.
14. 1 2 3 4 5  Petre 1912, p. 76–83.
15. 1 2 3 4 5  Chandler 1966, p. 882–887.
16. ↑  Chandler 1966, p. 1120.
17. ↑  Petre 1912, p. 83.
18. ↑  Clark 2006, p. 365–366.

## Littérature
- John S. C. Abbott, The history of Napoleon Bonaparte, vol. III, New York, Harper & brothers, 1883
- (de) Gaston Bodart, Militär-historisches Kriegs-Lexikon (1618–1905), Vienna, Stern, 1908 (OCLC 230729343)
- David G. Chandler, The Campaigns of Napoleon. The mind and method of history's greatest soldier, New York, Simon and Schuster, 1966 (ISBN 0-02-523660-1)
- André Castelot, Napoleon, New York, Harper & Row, 1971 (ISBN 0060106786)
- Christopher C. Clark, Iron Kingdom: The Rise and Downfall of Prussia, 1600-1947, Cambridge, Massachusetts, Belknap Press of Harvard University Press, 2006 (ISBN 978-0-674-02385-7)
- R. Ernest Dupuy et Trevor N. Dupuy, The Encyclopedia of Military History: From 3500 B.C. to the Present, Harper & Row Publishers, 1986 (ISBN 0061812358)
- Michael V. Leggiere, Napoleon and the Struggle for Germany, vol. 1, Cambridge University Press, 2015 (ISBN 978-1107080515)
- Francis Loraine Petre, Napoleon's Last Campaign in Germany in 1813, London, Lane, 1912
- Alain Pigeard, Dictionnaire des batailles de Napoléon, Editions Tallandier, 2004 (ISBN 2847340734)
- Digby Smith, The Napoleonic Wars Data Book, Greenhill, 1998 (ISBN 1853672769)
- Adolphe Thiers, History of the Consulate and the Empire of France under Napoleon, vol. 8, Philadelphia, J.B. Lippincott, 1894
- Jean Tulard, I-Z, vol. II, Paris, Fayard, coll. « Dictionnaire Napoléon », 1999 (ISBN 2-213-60485-1)